# Susanne Staun
Susanne Staun (født 31. december 1957, Frederiksberg Kommune, Sjælland), cand.phil. i engelsk sprog og litteratur fra Københavns Universitet og M.Sc. i journalistik, er en dansk forfatter som blandt andet er kendt for krimiserien om adfærdspsykologen Fanny Fiske. Bogen Døderummet var af Danmark nomineret som kandidat til den skandinaviske kriminallitteraturpris, Glasnøglen, i 2011.

## Priser og legater
2002: Statens Kunstfond. Arbejdslegat
2005: Statens Kunstfond. 3-årigt stipendium
2010: Bedste Kriminalroman (Det Danske Krimiakademi): Døderummet (roman)
2011: Haldald Mogens-Prisen: Døderummet (roman)
2016: Mathildeprisen: For Stauns kamp for ligestilling mellem mænd og kvinder i forhold til Forældreansvarsloven.